# Wicken Lode
Wicken Lode ist ein zumindest teilweise künstlich angelegter und mit Booten befahrbarer Kanal in der englischen Grafschaft Cambridgeshire, welcher zu den Cambridgeshire Lodes gezählt wird. Er verbindet den Ort Wicken über den Reach Lode mit dem River Cam sowie über den Monk’s Lode mit dem New River.

## Verlauf

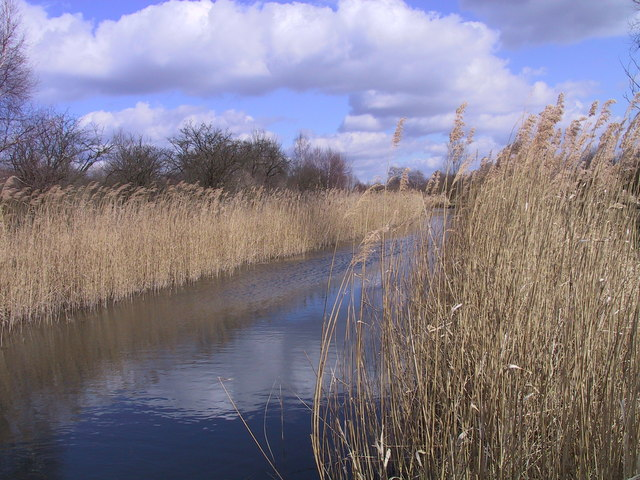
Der Wicken Lode im Wicken Fen

Der etwa 2,4 Kilometer (1,5 Meilen) lange Wicken Lode entsteht etwas südwestlich von Wicken, im Norden des Wicken Fens. Er fließt zuerst in einem flachen Rechtsbogen nach Südwesten, ehe er etwas abknickt und mehr oder weniger gerade in südwestliche Richtung fließt. Vor seiner Einmündung in den Reach Lode am südwestlichen Rand des Wicken Fens bildet er einige Kurven.
Auf seinem Lauf durchfließt der Wicken Lode den Wicken Fen und nimmt mehrere Entwässerungskanäle sowie den Monk’s Lode auf.

## Geschichte
Der Ursprung des Wicken Lodes geht auf die Römerzeit zurück. Der Name Wicken Lode fand erstmals 1636 Erwähnung. Da er relativ schmal und seicht ist, wurde er vermutlich nur mit kleinen Leichtern befahren. Im 19. und frühen 20. Jahrhundert wurde der Wicken Lode hauptsächlich zum Antransport von Torf aus dem Burwell Fen und zum Abtransport von Riedgras genutzt. Mit der gesetzlichen Einschränkung des Torfabbaues in den 1940er-Jahren verlor der Lode auch seine Bedeutung als Handelsweg.
Der Wicken Lode ist heute noch immer mit Booten befahrbar und wird vom National Trust instand gehalten.